# Carpi Football Club 1909
El Carpi Football Club 1909 és un club de futbol d'Itàlia de la regió de l'Emília-Romanya que se situa al nord-est del país. El 2015 va aconseguir l'ascens a la Serie A en empatar 0 a 0 contra l'AS Bari fent història, perquè per primera vegada en els seus 106 anys el modest equip va jugar en la màxima categoria del futbol italià.

## Història

### Primers anys
El club va ser fundat a l'estiu de 1909 per l'estudiant Adolfo Fanconi com "Jucunditas" (del llatí = "felicitat") i, posteriorment, va iniciar oficialment les seves activitats el 19 d'octubre del mateix any, per canviar el seu nom pel d'Associazione Calcio Carpi després del final de la Primera Guerra Mundial. La primera seu oficial era el "Caffè degli Svizzeri"(Cafè dels suïssos), a la Piazza Vittorio Emanuele (actual Piazza Martiri), les instal·lacions del pare de Fanconi, Riccardo, qui va vendre el club uns anys més tard a Daurant Pietri, que venia tornant d'Amèrica.
Després d'uns anys d'activitat de forma ocasional, el 1913-1914 el club Jucunditas va participar en el seu primer campionat oficial, en el campionat d'Emilia-Venècia; acabant darrere de l'Audax Modena. A l'any següent va guanyar l'etapa regular, però va perdre la final davant el Verona. La guerra va suspendre el campionat fins a l'any 1919, però quan el campionat es va reprendre, la societat emiliana; que mentrestant havia canviat el seu nom pel d'AC Carpi, va ser admès a la Prima Categoria, la màxima categoria en aquell moment. En aquest moment la Prima Categoria es va estructurar en campionats regionals: els dos millors de cada grup regional es qualificarien a l'etapa nacional, en la qual s'eliminarien entre si per aconseguir guanyar l'Scudetto. A causa del domini dels clubs d'alta nòmina, com Bolonya i Mòdena, el Carpi mai va ser capaç de superar l'etapa regional, acabant quart en el torneig d'Emilia el 1919-1920, a més de cinquè i últim lloc el 1920 -1921. Precisament perquè l'últim lloc el 1920-1921 significava ser relegat a la Promozione, cosa que no ocorreria.

### Anys vint
Ni tan sols l'absència per protesta dels 24 clubs més importants del campionat italià de la FIGC el 1921-1922 va portar beneficis al Carpi; malgrat l'absència dels equips més forts de la regió (Bolonya, Mòdena i Màntua) i haver decidit disputar el campionat de la CCI, el Carpi no va poder classificar-se per a la ronda final d'Emilia, acabant segon en el Grup B, a l'una amb l'SPAL i per sobre del Virtus de Bolonya, i posteriorment perdent amb el mateix SPAL 3-1 en la fase de playoffs de 1922. Mentrestant el Carpi va participar en la primera edició de la Copa d'Itàlia, quedant eliminat en la segona ronda. El Compromís de Colombo, tractat que portava a la reunificació del campionat (el 1921-1922 es van embarcar en realitat dos campionats: la FIGC i la CCI), va marcar la reducció de la Prima Divisione Nord a només 36 equips, tenint com a conseqüència el descens administratiu de nombrosos clubs, entre els quals el Carpi va ser víctima.
Ja relegat, el Carpi va competir meravellosament en la temporada 1922-1923, va guanyar el Grup D de la Seconda Divisione Nord, es va classificar per a la fase de grups de les semifinals: va guanyar la semifinal B i va jugar contra l'Atalanta d'Edera Pola, va perdre la final pel títol contra Biella (0-1 i 1-1). Malgrat la segona posició en el campionat, no va ser ascendit a la màxima categoria, perquè era necessari reduir la quantitat de clubs de Primera Divisió de 36 a 24 equips per la Itàlia Septentrional. En la temporada següent el club va ser incapaç de trobar el camí per aconseguir l'ascens, però va aconseguir mantenir-se en els campionats regionals (rebatejada més tard Primera Divisione) fins a 1928. El 1926-1927 va participar en la segona edició de la Copa d'Itàlia, van classificar-se en la tercera ronda en eliminar a l'Oderzo, eliminant al Milanese i a vuitens eliminant al Carrara. Els vuitens de final mai es van jugar després de la cancel·lació del torneig, a causa de la falta de dates disponibles.
El 1928-1929 la FIGC va decidir posar en pràctica el nou sistema de competències: el reformat campionat ara es dividiria en dos grups, la Divisione Nazionale, es va separar en dues sèries a partir de la temporada 1929-1930: la Divisione Nazionale Serie A (o simplement Serie A) i la Divisione Nazionale Serie B (o simplement Serie B). Per tant, la Prima Divisione (on es trobava el Carpi) va esdevenir la tercera categoria del futbol italià.

### Anys trenta
El Carpi va disputar diferents lligues regionals de la nova Prima Divisione, amb actuacions volubles: el 1930-31 i el 1933-34 va arribar fins i tot a descendir esportivament a la segona divisió d'Emilia, encara que en tots dos casos el Carpi va ser readmès en la Prima Divisione per a l'ampliació de clubs dins del mateix torneig. A partir de la temporada 1935-1936, la FIGC va decidir transformar la Prima Divisione en la Serie C (Divisione Nazionale Serie C): només els millors sis equips de cada grup de la Prima Divisione 1934-1935 es van poder qualificar a la nova Serie C, mentre que la resta van descendir a la també nova Primera Divisió Regional: el Carpi novament no va aconseguir salvar-se, i va baixar a la Primera Divisió d'Emilia.
No obstant això, en la temporada 1935-1936, va guanyar el campionat de Primera Divisió d'Emilia, sent promogut a la Serie C. De seguida, una sèrie de temporades erràtiques en les quals l'equip va aconseguir salvar-se de miracle. En la temporada 1937-1938 va acabar la temporada en els llocs de descens, però novament el Carpi seria rescatat. Durant el mateix període, el Carpi va participar en diverses edicions de la Copa d'Itàlia, però va ser incapaç de superar les primeres rondes eliminatòries.

### Anys quaranta
Malgrat que Itàlia estava en plena Segona Guerra Mundial, el futbol es va mantenir en acció. El Carpi en les temporades 1940-41 i 1942-43 va aconseguir el cinquè lloc en la seva categoria. Els campionats van continuar fins al final de la temporada 1942-43, quan la guerra definitivament va obligar a la FIGC la necessària suspensió de totes les competències.
El primer campionat de la postguerra va veure al Carpi encara en la Serie C: el 1945-1946 el conjunt emilià va aconseguir acabar primer en la Llega Nazionale Alta Itàlia, però va ser exclòs de l'ascens a la Serie B a causa de la indisciplina. En els propers campionats el Carpi va passar per un període de crisi de resultats, i per això es va sumar la decisió de la FIGC per reduir la Serie C de 18 a tan sols 3 grups (després s'expandeix a quatre) en la temporada 1948-1949: això significaria que entre els participants de la Serie C 1947-1948, només els guanyadors dels grups se salvarien, els que acabessin entre la segona i l'onzena posició descendirien al recentment format Campionat Interregionale di Promozione, i la resta d'equips anirien directe a la Prima Divisione Regionale. El 1947-1948 el Carpi mai va estar en la baralla ni de mantenir-se en la Serie C, ni almenys d'integrar-se a la Promozione, amb un vergonyós 16è lloc en el Grup A de la Serie C, va ser relegat directament a la Primera Divisió d'Emilia.
Van ser dues temporades les que el Carpi va passar en la Primera Divisió d'Emilia, assegurant la promoció a la Interregionale di Promozione, al final de la temporada 1949-50.

### Dels cinquanta als noranta
En els dos campionats següents, va obtenir en tots dos el tercer lloc del Grup G de la Promozione, en el primer cas va disputar la lluita per l'ascens a la Serie C, i en la segona temporada el guanyar-se el dret de participar en la nova IV Sèrie. Va passar 3 anys en aquesta divisió, en els quals el Carpi sempre es va quedar en la meitat de la taula, al final de la temporada 1955-56 es va produir un nou descens, a la Promozione Emiliana, però el Carpi novament es va salvar, ara a costes d'un club de la ciutat de Marano Vicentino. Tres anys més tard (1958-1959),el Carpi va tornar a descendir a la Prima Categoria Emiliana, la diferència és que ara ja no va haver-hi res ni ningú que ho pogués evitar. En aquesta divisió el Carpi va romandre durant tres temporades, abans de tornar a la Serie D al final de la temporada 1961-62. Després d'una temporada per ambientar-se (setè lloc en el Grup C de la Serie D), el 1963-1964 va arribar l'ascens a la Serie C, en guanyar contundentment el grup després de la victòria en els play-off enfront del Bozen.
Entre 1964 i 1966 va participar en la Serie C, per tornar a la Serie D. Per poder retornar a la tercera categoria va haver d'esperar fins a la 1974-75, però després d'acabar vintè en la seva temporada de retorn, implicaria tornar a la Serie D. Les temporades entre la 1982-1983 i 1986-1987 van veure al Carpi, militant en la Serie D, batallar bastant en la cerca de tornar a la Serie C, sent sempre superat per equips com el Sassuolo, Orceana, Suzzara i Sarzanese. La temporada 1986-1987 es produeix la fusió amb l'Athletic Carpi, un altre equip de la ciutat, en aquest moment en la Promozione. La temporada 1987-1988 va veure al Carpi, entrenat per Cresci, acabar segon en la classificació darrere del Cecina, i encara que no va aconseguir ser campió, per mèrit esportiu i la capacitat econòmica de l'entitat, va ser promogut a la Serie C2. L'equip va ser confiat a Ugo Tomeazzi i en la temporada 1988-1989 va aconseguir, gràcies a l'invicte de 21 partits consecutius, obtenir el segon lloc solament darrere del Chievo Verona, i ser promogut a la Serie C1.

### Any Gloriós
L'any 2015, el Carpi aconsegueix l'ascens a la Serie A després d'empatar 0 a 0 contra l'AS Bari. Per primera vegada, després de més d'un segle, l'humil club de la ciutat de Carpi va ascendir a la màxima categoria del seu país.

## Palmarès
- Serie B: 1

2014/15